# L'Enfant seul
 (avril 2023).
L'Enfant seul est un single d'Oxmo Puccino issu de son premier album studio Opéra Puccino (1998).
Chanson sur la solitude et la perte de repères, elle est la plus remarquée de l'album, notamment parce qu'elle aborde un sujet universel. C'est désormais un classique du hip-hop français.
Dans un entretien, Oxmo Puccino indique qu'il s'agit « [d']un morceau entre la chanson française et le rap, aussi bien au niveau musical, rythmique que thématique ».
Le Rap en France considère ce morceau comme « une magnifique réussite, nous laissant jongler entre universalité et autobiographie. ». Les sites web Phase2Rap et Hip Hop Sans Frontières consacreront des chroniques entières à ce morceau, considéré comme un classique du rap français, « l'une des pièces maîtresses de l'oeuvre d'Oxmo Puccino » et « une performance lyricale qui a marqué le rap français ».